# Felinofobi
Felinofobi er en angst for katte. Folk der har felinofobi har ofte en dårlig oplevelse med katte, såsom hvis de er blevet bidt eller kradset af en kat. Sygdommen er ikke så udbredt, selvom man tit hører om folk der ikke kan tåle katte, men det er oftest allergi.
Blandt andre navne kan nævnes ailurofobi, elurofobi og kattefobi.